# Рюммельсхайм
Рюммельсхайм (нем. Rümmelsheim) — община в Германии, в земле Рейнланд-Пфальц. 
Входит в состав района Бад-Кройцнах. Подчиняется управлению Лангенлонсхайм.  Население составляет 1374 человека (на 31 декабря 2010 года). Занимает площадь 3,08 км².
Коммуна подразделяется на 2 сельских округа.